# Коллен, Рафаэль
Луи Жозеф Рафаэль Коллен (фр. Louis-Joseph-Raphaël Collin; 17 июня 1850, Париж — 21 октября 1916, Брионн) — французский художник и иллюстратор.

## Жизнь и творчество
Рафаэль Коллен начинает своё образование в парижском лицее Сен-Луи. Затем он поступает в Вердене в частную школу живописца Жюля Бастьен-Лепажа. Вернувшись в Париж, Коллен становится ассистентом художника Вильяма Адольфа Бугро. В 1898 году он становится профессором парижской Школы изящных искусств, в 1909 году избирается академиком французской Академии художеств.
Коллен писал преимущественно жанровые сцены, ню и портреты. За свои успехи в художественном творчестве становится офицером Ордена почётного легиона. Был также награждён баварским Орденом св. Михаила.
Среди учеников Р. Коллена следует назвать немецкую художницу-экспрессиониста Паулу Модерсон-Беккер, а также Фрица Кляйна, Теодора Хёрмана, Сэйки Курода, финскую художницу Элин Даниельсон.

## Галерея

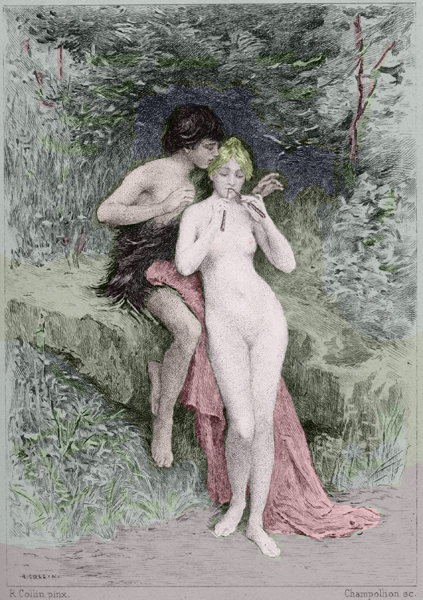
Дафнис и Хлоя, 1877.
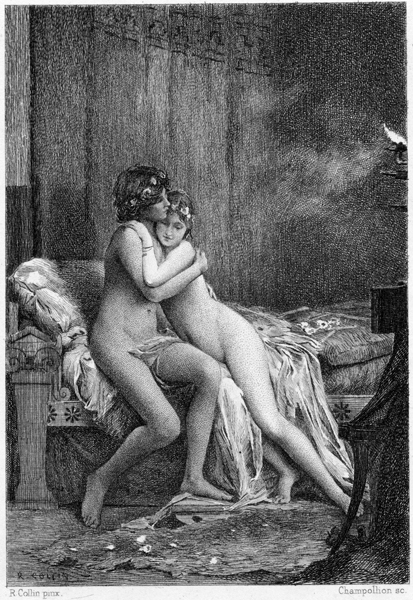
Дафнис и Хлоя, иллюстрация к французскому изданию.
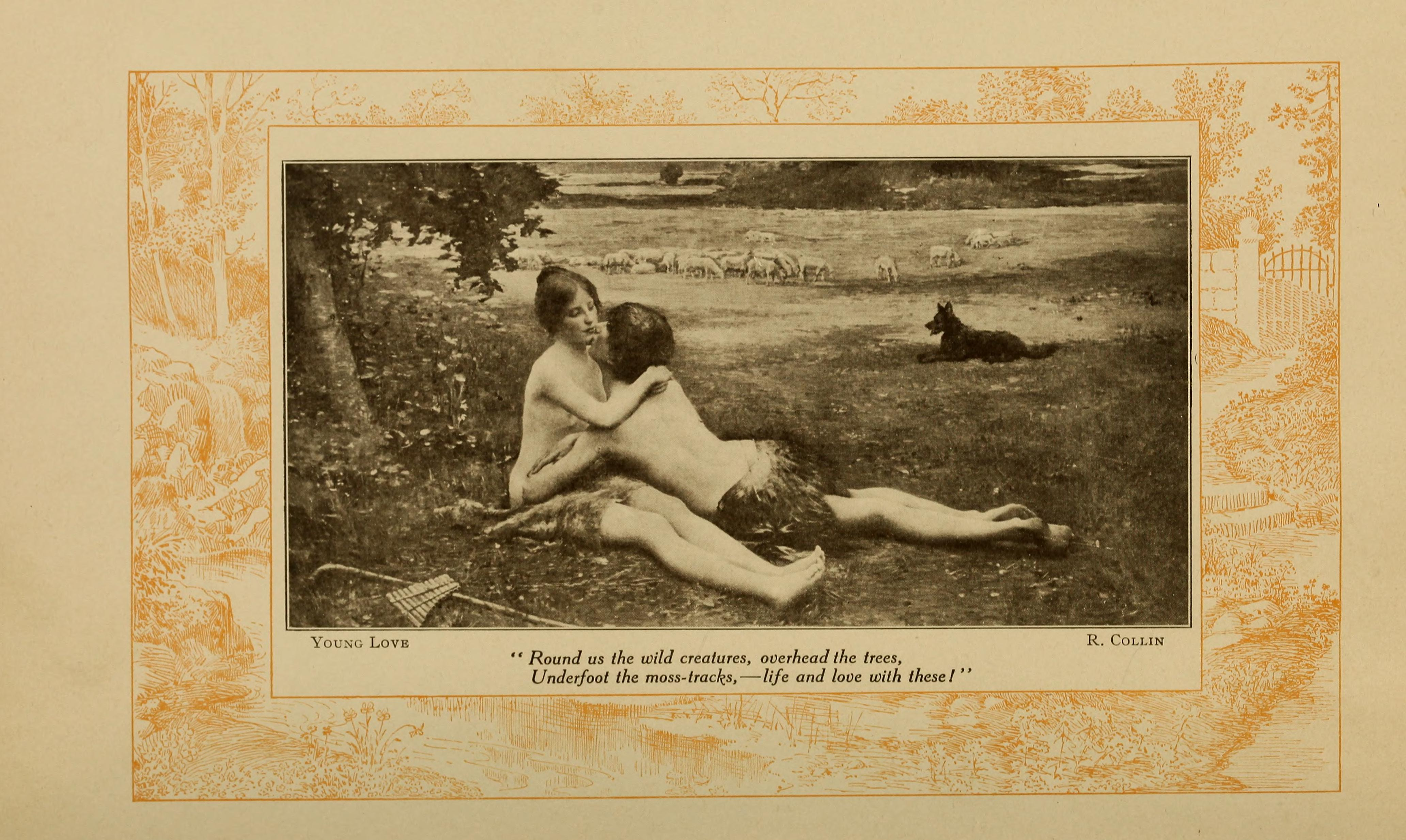
Иллюстрация к сборнику поэм Роберта Браунинга и Элизабет Баретт Браунинг.
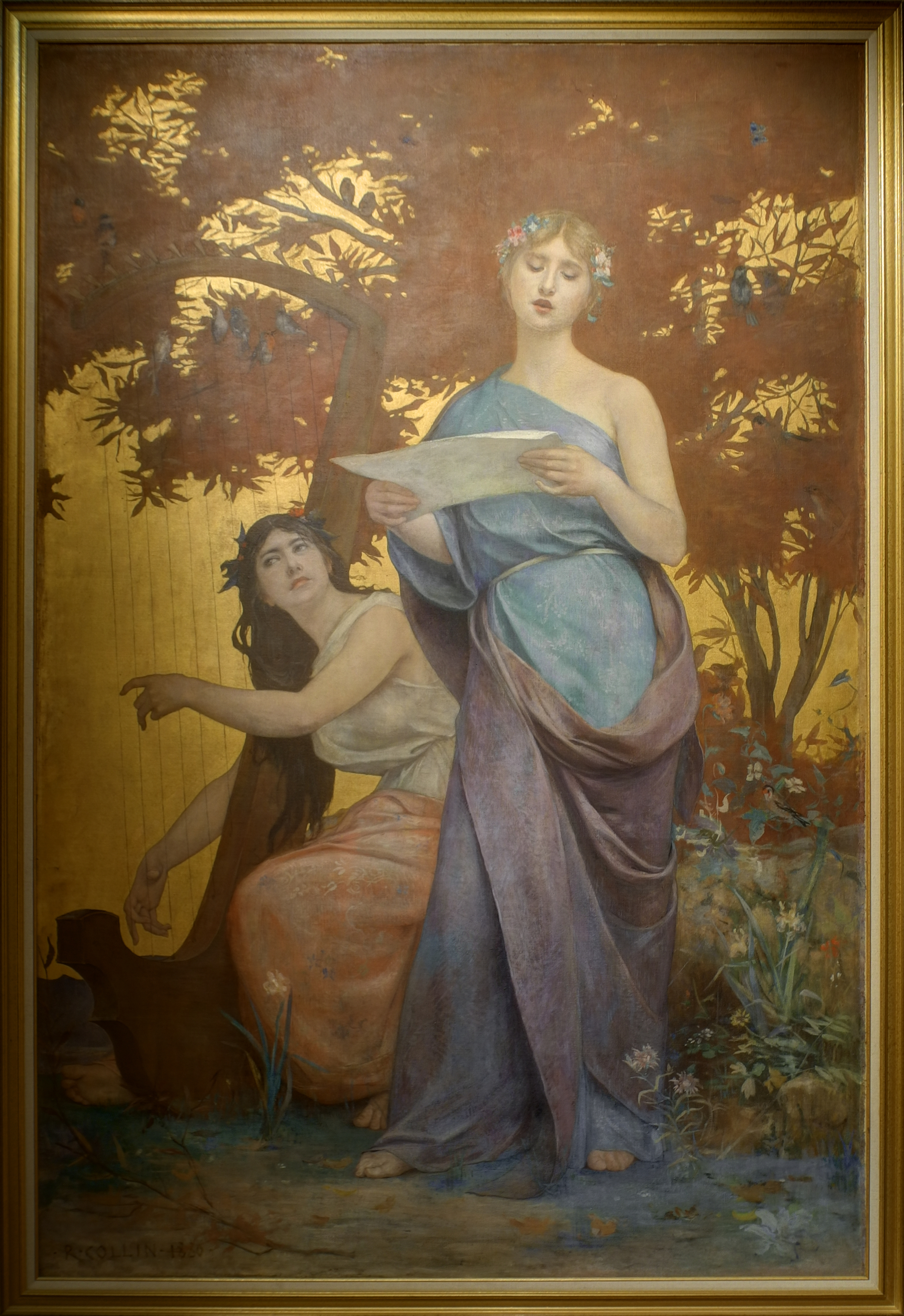
Пение.
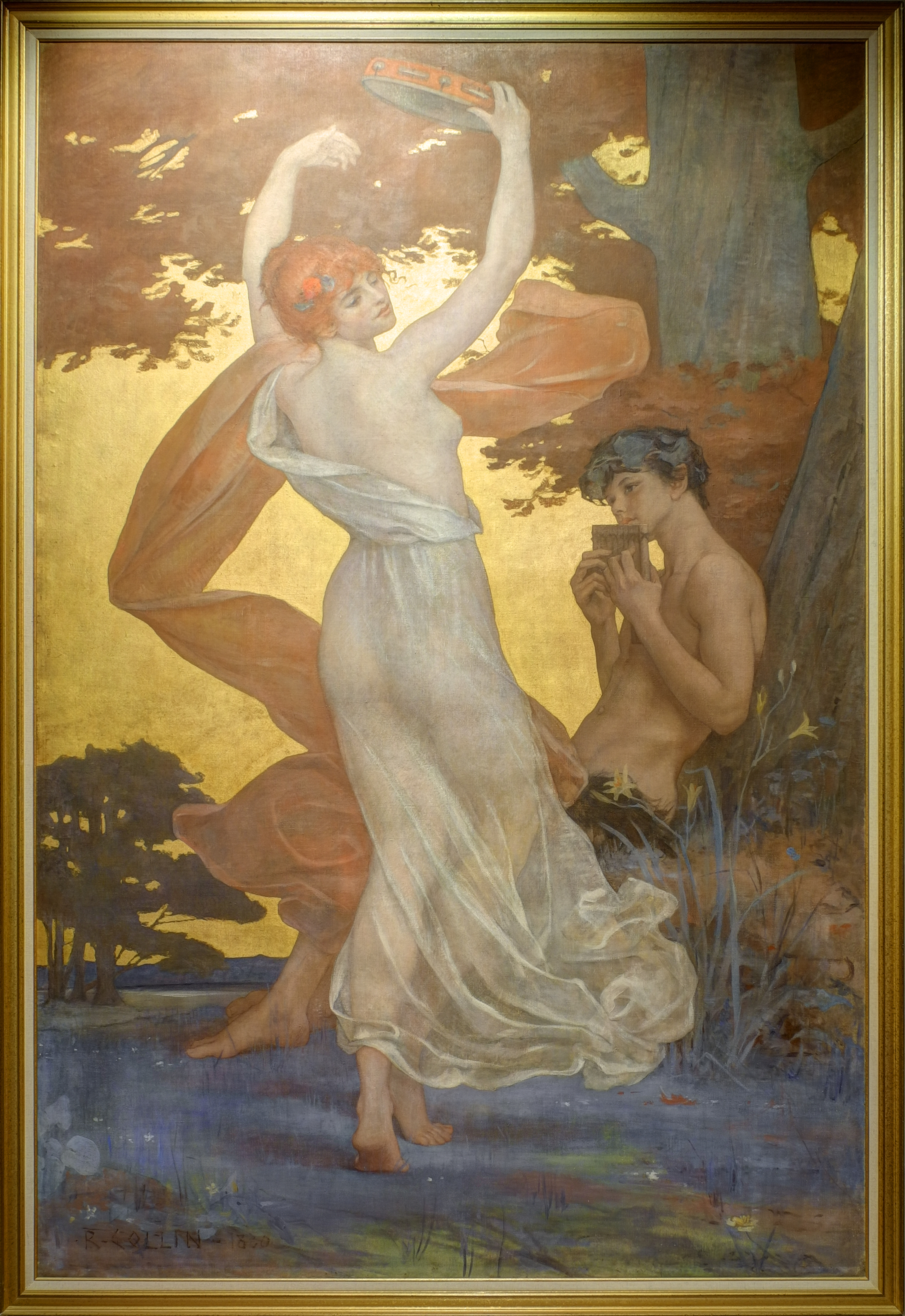
Танец.
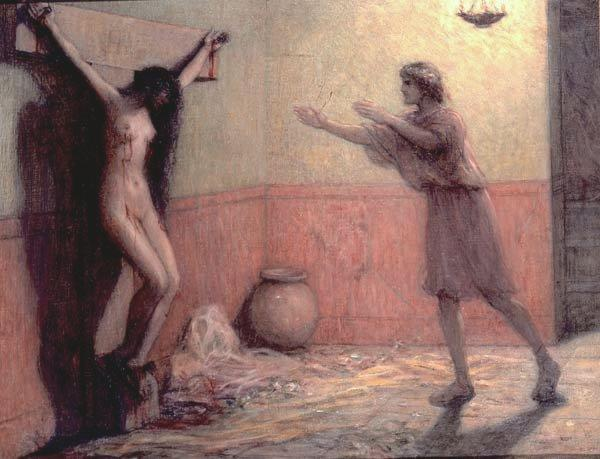
Распятая, 1890.
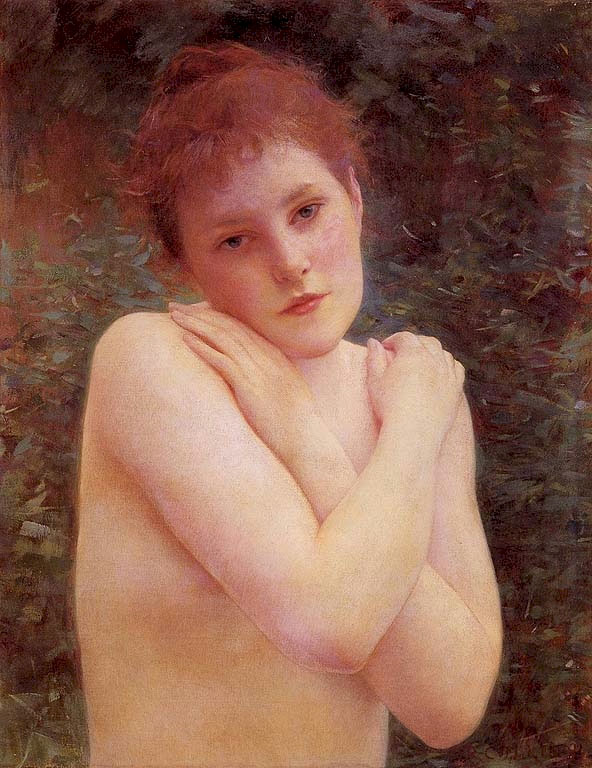
Обнажённая, 1892.
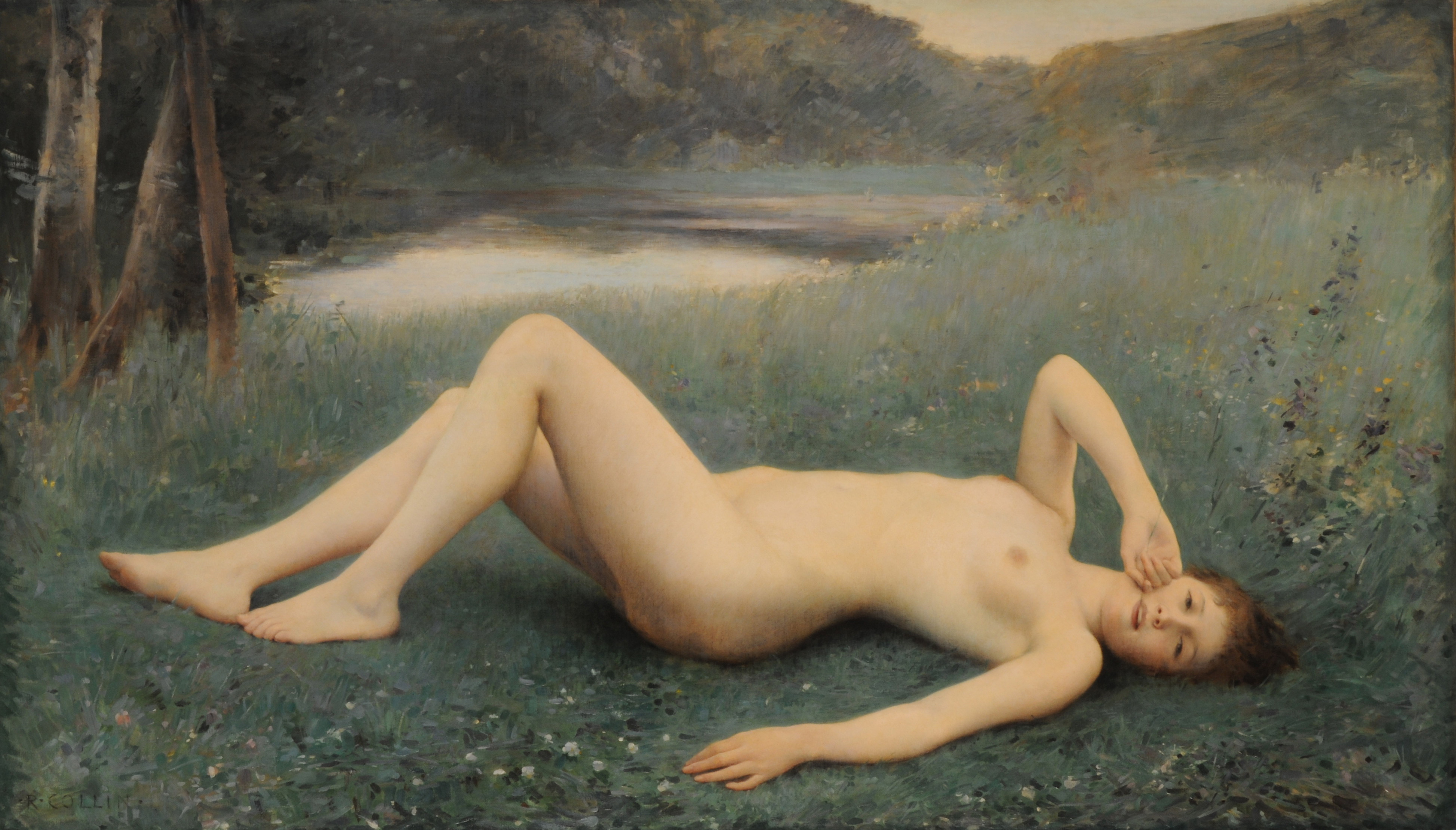
Флореаль, 1888.
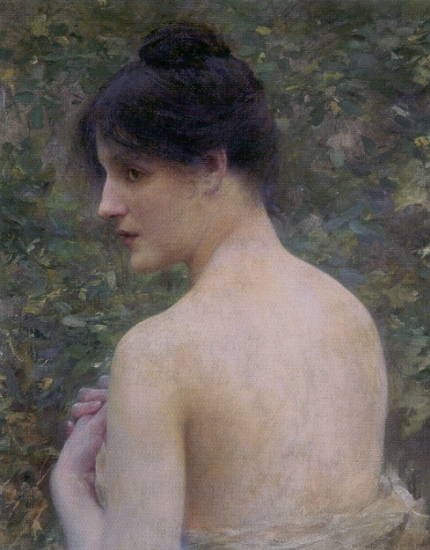
Портрет красавицы, 1889.
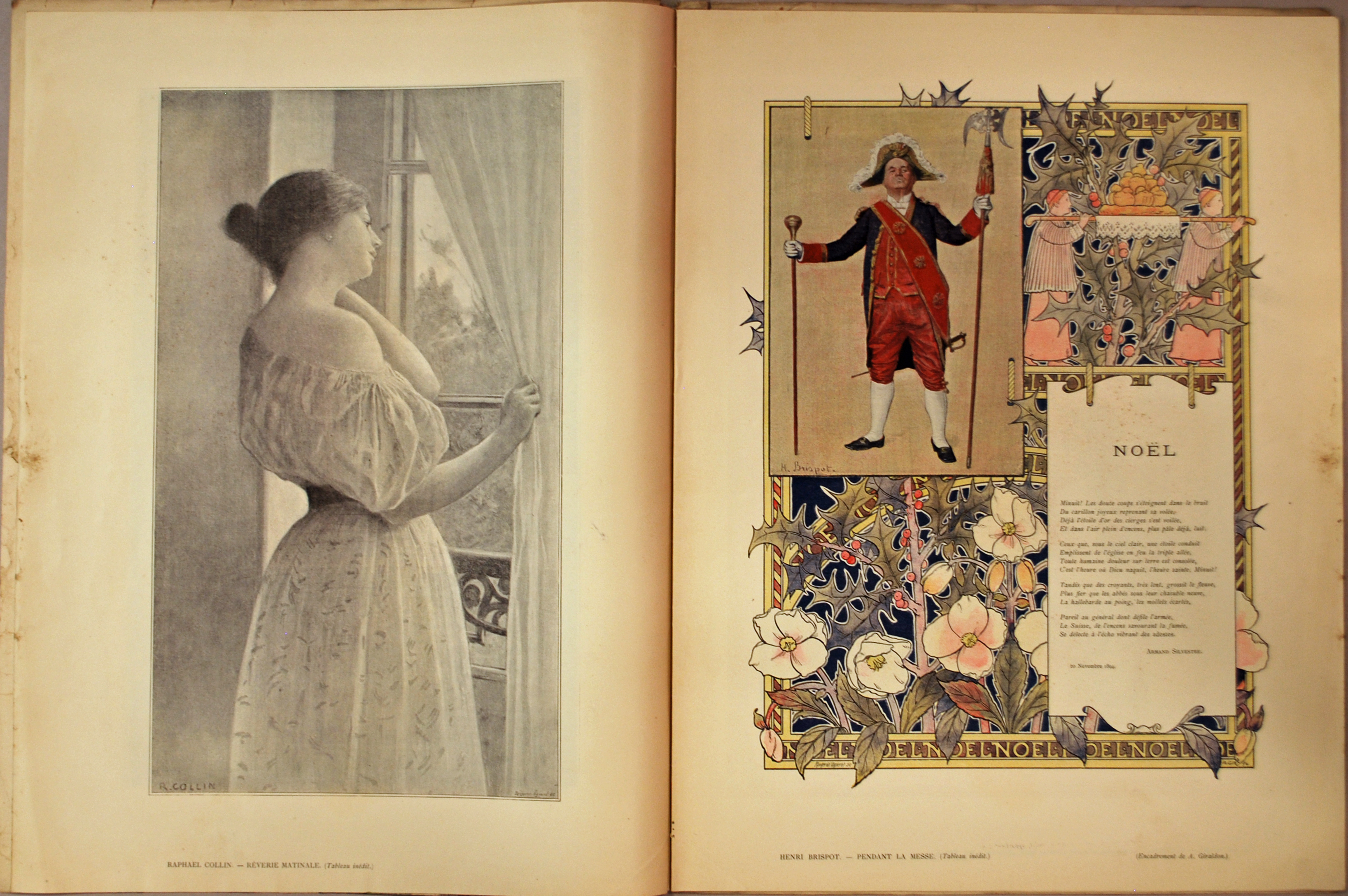
Разворот Рождественского альманаха на 1894—1895 год. Слева — репродукция картины Рафаэля Коллена.